# Loi inverse des soins

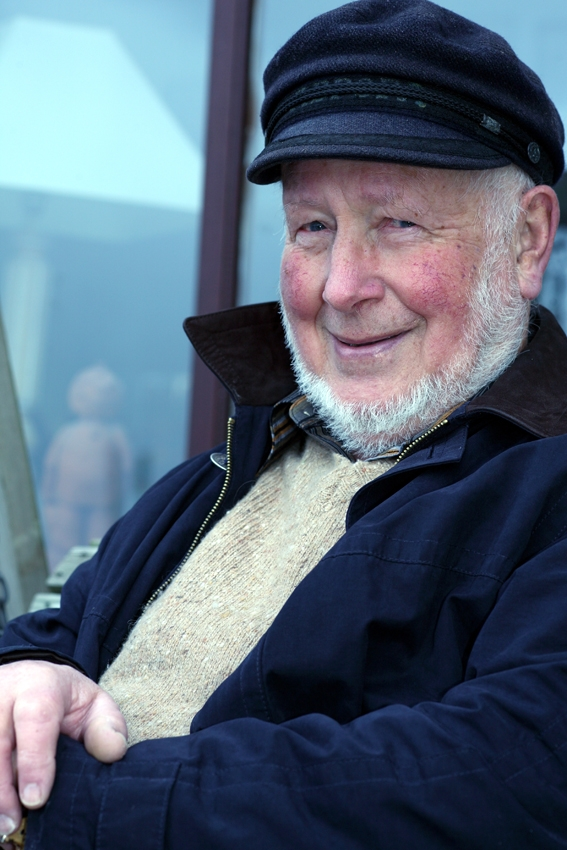
Portrait de Julian Tudor Hart, l'inventeur de cette loi.

La loi inverse des soins est une « loi » de santé publique inventée par Julian Tudor Hart (en), médecin anglais né à Londres le 9 mars 1927, fils de Edith Tudor-Hart.
Elle s’énonce ainsi : « La disponibilité de soins médicaux de qualité est inversement proportionnelle au besoin de la population desservie ». 